# Aodh Mac Aingil
Aodh Mac Aingil (Saul, 1571 – Roma, 22 settembre 1626) fu un poeta e teologo francescano di lingua gaelica irlandese.

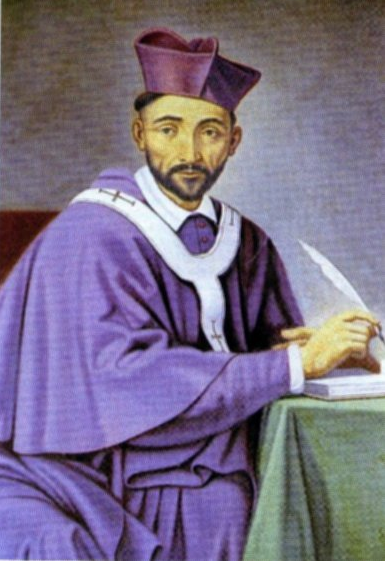
Aodh Mac Aingil

Nacque nel 1571 a Saul, odierna Irlanda del Nord (ex contea di Down), nelle vicinanze di Downpatrick; morì a Roma il 22 settembre 1626.
Il suo vero cognome era Mac Cathmhaoil (per gli anglofoni Mac Caghwell, alla latina Cavellus), ma è generalmente chiamato Aodh Mac Aingil, cioè Aodh figlio d'angelo (in latino Hugo Angelicus), per la sua religiosità e mitezza.
Per vari saggi o articoli che lo riguardano si possono vedere, oltre alle fonti generali indicate qui sotto nella bibliografia:
- Tomás Ó Cléirigh: Aodh Mac Aingil agus an Scoil Nua-Ghaedhilge i Lobhán (Aodh Mac Aingil e la scuola in gaelico moderno di Lovanio), An Gúm, Dublino 1936; fra l'altro, nelle pp. 61–62 sono elencate tredici opere latine di Mac Aingil;
- Caoimhghin Ó Góilidhe: rivista Comhar di aprile e maggio 1949 (commenti sulla prosa di Aodh Mac Cathmhaoil);
- Anraí Mac Giolla Chomhaill: Bráithrín Bocht ó Dhún, Aodh Mac Aingil (Un povero fraticello da Dún, Aodh Mac Aingil), 1985;
- James C. Napier, Aodh Mac Aingil Downpatrick's Most Illustrious Son, Lecale Miscellany nº17, 1999, pp. 12–20;
- Patrick Conlon O.F.M., The Little Brother from Down, Aodh MacAingil as a Good Franciscan, Seanchas Ard Mhacha vol.19 nº2, 2003, pp. 63–70.

## La vita
Fece i suoi studi nell'isola di Man allora gaelica, acquisendo fama di alto sapere, tanto che uno dei massimi signori d'Irlanda, Aodh Ó Néill (per gli anglofoni Hugh O'Neill) lo chiamò come precettore dei propri figli Anraí ed Aodh (Henry e Hugh). Nel 1599, poi, Anraí fu mandato nella spagnola Salamanca per fare gli studi universitari in paese cattolico, e Mac Aingil andò con lui (ma è possibile che ci fosse anche l'intento di stabilire contatti con la corona spagnola per auspicati appoggi agli irlandesi). A Salamanca Mac Aingil – entrato nell'Ordine francescano intorno al 1603 – divenne dottore in teologia e insegnò brevemente finché, nel 1606, fu mandato a Lovanio.
A Lovanio collaborò con Flaithrí Ó Maoilchonaire (Florence Conry) alla creazione del Collegio francescano Sant'Antonio come centro culturale e religioso per il cattolicesimo irlandese perseguitato in patria. Mac Aingil fu il primo professore di filosofia e teologia in quel Collegio, nel quale ebbe anche diversi incarichi di organizzazione e amministrazione; e nel 1616 ne divenne Guardiano. Alcuni suoi allievi di Lovanio divennero a loro volta celebri, come Seán Mac Colgan (John Colgan) che fu un famoso agiografo.
Nonostante gli onerosi impegni di Lovanio, ai quali si aggiunse la produzione di ben tredici importanti libri filosofico-teologici in latino che diedero a Mac Aingil una larga fama, egli riuscì a viaggiare per gran parte dell'Europa visitando le varie province dell'ordine, sempre con vita ascetica e francescanamente a piedi.
Nel 1623 fu chiamato a Roma. Nel viaggio, insieme a Pádraig Pléimeann (Patrick Fleming), passò per Parigi, dove incontrò Aodh Mac an Bhaird (Hugh Ward), e il rettore del Collegio irlandese di Parigi, Thomas Messingham; quest'ultimo riuscì a coinvolgere Pléimeann e Mac an Bhaird in una grande opera di raccolta di libri per studiare le vite di santi irlandesi, iniziativa che doveva poi sfociare, con sviluppi più ampi e generali, in una grandiosa opera storica gaelica, gli Annali dei Quattro Maestri, compiuta a cura di frati minori francescani..
A Roma Mac Aingil appoggiò Lucás Uaidín (Luke Wadding) per la creazione del Collegio Sant'Isidoro nel 1625.
Nominato arcivescovo di Ard Macha (Armagh), dunque Primate d'Irlanda, Mac Aingil ricevette la consacrazione episcopale a Roma nel giugno 1626; ma mentre si accingeva a recarsi nella sua sede arcivescovile morì nel settembre di quell'anno, e fu sepolto a Roma nella chiesa di S.Isidoro. Il presidente dell'Università di Lovanio, Nicolaus Vernulaeus, pronunciò un'orazione commemorativa, poi stampata a Colonia nel 1657.

## Le opere in prosa
La fama europea di Mac Aingil gli derivò dagli scritti teologico-filosofici in latino. Egli si occupò di rilanciare il pensiero del filosofo francescano Duns Scoto, il Doctor subtilis morto nel 1308. Mac Aingil ne produsse un ampio commento nel 1620, poi nel 1623 un'apologia in replica a domenicani e giansenisti; e anche in altri lavori operò per la diffusione dello scotismo soprattutto tra i francescani.
Ma accanto a queste grandi opere latine si ricorda un'operetta gaelica. Uno degli scopi del Collegio francescano di Lovanio era quello di fornire ai cattolici irlandesi opere di devozione nella loro lingua; e la stamperia francescana di quella città pubblicò nel 1618 un libro di Mac Aingil, Sgáthán Shacramuinte na hAithridhe (Lo specchio del sacramento della penitenza). Questo libro, benché ricco di dottrina e di strumenti retorici tipici dell'epoca della Controriforma, era scritto in un gaelico chiaro e attraente, con esempi di tono familiare, e riscosse in Irlanda un'ampia popolarità.

## Le poesie
Il dotto e austero Mac Aingil è anche l'autore di alcune tenere poesie gaeliche di argomento religioso. Una riedizione moderna ne è stata fatta a Dublino nel 1952.
Per avere un'idea dell'umiltà e dolcezza di questo francescano si possono riportare, in traduzione, alcune strofe dalla sua poesia natalizia più nota:
"Benvenuto o santo bambino, - benché povero nella greppia - gioioso e ricco tu sei - e glorioso nella tua rocca stanotte. – [...] Maria, madre e vergine, - aprimi la porta della stalla - ch'io possa adorare il gran re del creato: - non si conviene a noi più che al bue? – Qui servirò Iddio - vegliando presto e tardi, - e scaccerò dal debole signore - i cani dei garzoni di montagna. – Anche l'asino e il bue - non li lascerò presso il mio re; - prenderò io il loro posto da lui, - sarò l'asino e il bue del Figlio del Dio Vivo. – Porterò acqua di buon mattino, - spazzerò il misero impiantito del Figlio di Dio; - farò un fuoco nel mio animo freddo, - trascurerò per fervore il mio corpo malvagio. – A lui laverò i miseri panni, - e se mi dài, o Vergine, il permesso - questo mio cencio mi toglierò - per coprire il tuo figlio. – Gli farò da cuoco per il cibo - e sarò portinaio del Dio del creato; - poiché i tre hanno molto bisogno - andrò questuando per loro. – Non chiederò argento ed oro - ma al mio re un bacio al giorno; - io darò il cuore mio - e lui lo accetterà per compenso dei tre. [...]."